# 西溪乡 (西昌市)
西溪乡，是中华人民共和国四川省凉山彝族自治州西昌市曾经下辖的一个乡。2019年12月，撤销西溪乡，将原西溪乡和原洛古波乡洛古波村、打祖俄普村、署波西村、柑子尔村所属行政区域划归安哈镇管辖。

## 行政区划
西溪乡撤销前下辖以下地区：
西溪村、上乡村、新营村、营盘村和牛郎村。